# Avro Lancaster
Avro Lancaster là một loại máy bay ném bom hạng nặng 4 động cơ trong Chiến tranh thế giới II của Anh, do hãng Avro thiết kế chế tạo cho Không quân Hoàng gia (RAF). Nó được đưa vào trang bị cho Bộ tư lệnh máy bay ném bom RAF vào năm 1942, tham gia các cuộc ném bom chiến lược trên chiến trường châu Âu, nó trở thành máy bay ném bom hạng nặng chủ lực của RAF, Không quân Hoàng gia Canada (RCAF), và các phi đoàn từ các quốc gia thuộc châu Âu và Khối thịnh vượng chung hoạt động trong RAF, nó làm lu mờ vai trò của các loại máy bay ném bom cùng thời như Handley Page Halifax và Short Stirling. Nó được đặt tên thân mật là "Lanc", tên gọi này đã trở nên nổi tiếng nhất và là máy bay ném bom ban đêm thành công nhất trong Chiến tranh thế giới II, nó đã "thả 608.612 tấn bom (Tấn (Anh)) trong 156.000 phi vụ."
Lancaster là một sự phát triển của loại Avro Manchester kém may mắn, Lancaster được Roy Chadwick thiết kế và lắp 4 động cơ Rolls-Royce Merlin, hoặc trong một phiên bản lại lắp động cơ Bristol Hercules.

## Biến thể

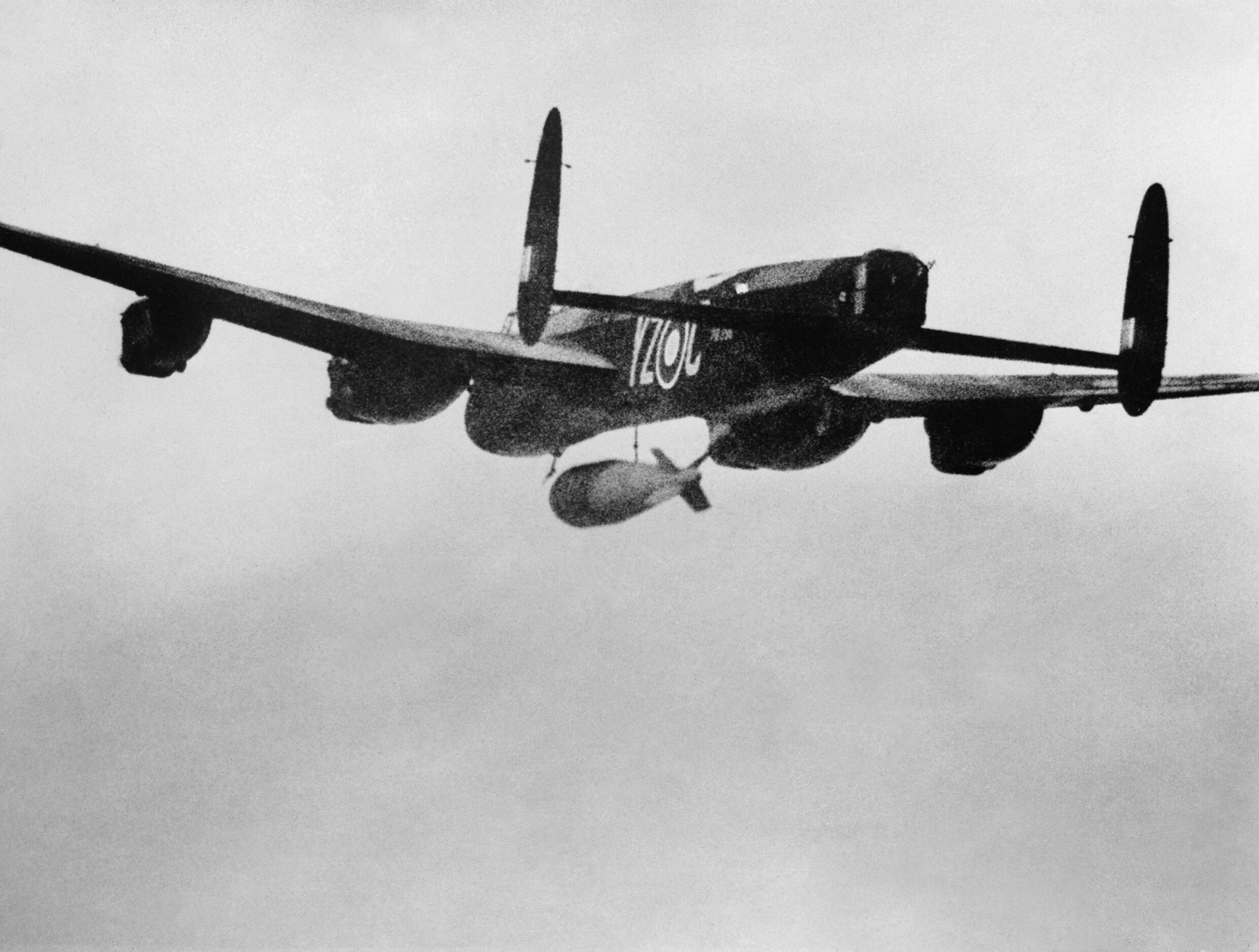
B1 Special thả Grand Slam

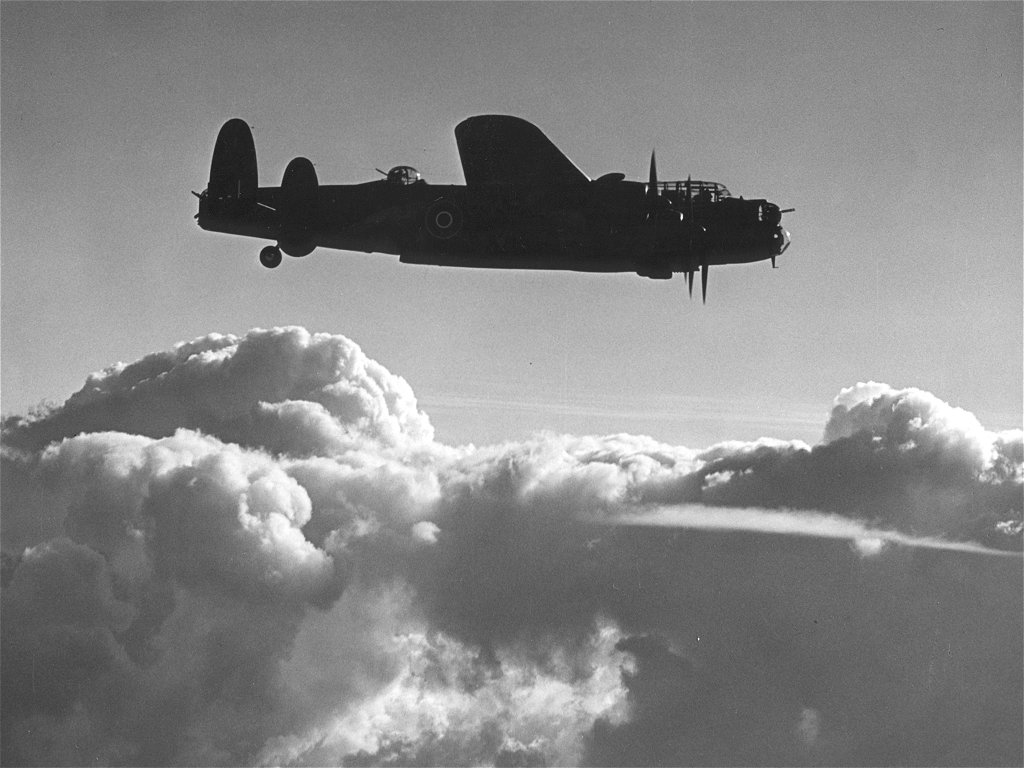
Avro Lancaster B II với động cơ Bristol Hercules

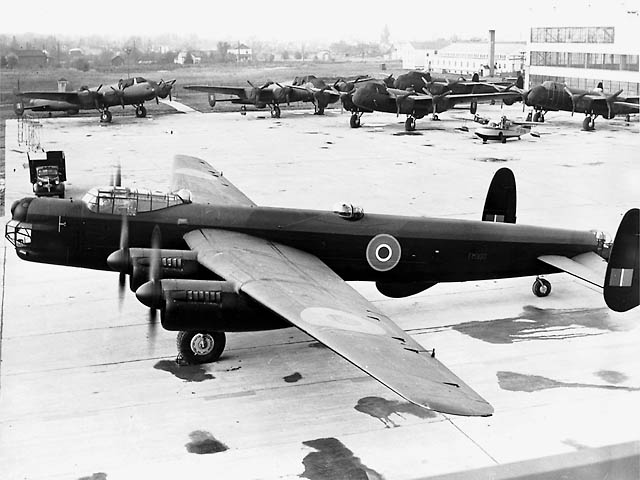
Lancaster B.XV/Lincoln B.XV của Canada

B I
B I Special
PR 1
B I (FE)
B II
B III
B III (Special)
ASR III/ASR 3
GR 3/MR 3
B IV
B V
B VI
B VII
B X
B XV

## Quốc gia sử dụng
- Argentina
- Úc
- Canada
- Ai Cập
- Pháp
- Ba Lan
- Liên Xô
- Thụy Điển
- Anh Quốc

## Tính năng kỹ chiến thuật (Lancaster I)

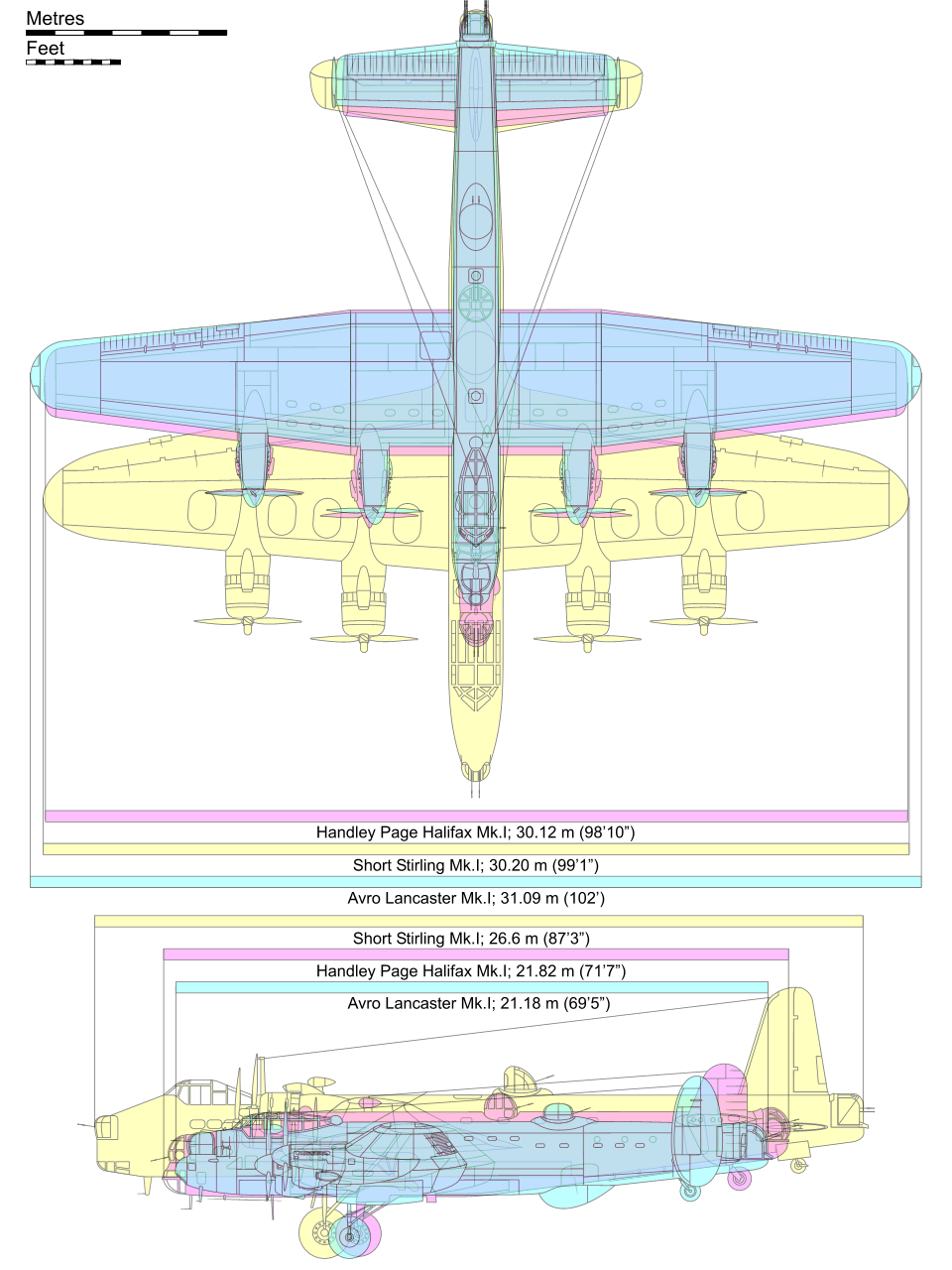
Hình so sánh kích thước Lancaster với loại máy bay Short Stirling và Handley Page Halifax.

Avro Aircraft since 1908

### Đặc điểm riêng
- Tổ lái: 7
- Chiều dài: 69 ft 4 in (21,11 m)
- Sải cánh: 102 ft 0 in (31,09 m)
- Chiều cao: 20 ft 6 in (6,25 m)
- Diện tích cánh: 1.297 sq ft (120,5 m²)
- Trọng lượng rỗng: 36.457 lb (16.571 kg)
- Trọng lượng có tải: 68.000 lb (30.909 kg)[5]
- Trọng lượng cất cánh tối đa: 72.000 lb (32.727 kg) với 22.000 lb (10.000 kg) bom
- Động cơ: 4 × Rolls-Royce Merlin XX, 1.280 hp (954 kW) mỗi chiếc

### Hiệu suất bay
- Vận tốc cực đại: 282 mph (246 knots, 455,6 km/h)[6]
- Vận tốc hành trình: 200 mph (174 knots, 322 km/h)
- Tầm bay: 2.530 mi (2.200 nmi, 4.073 km)
- Trần bay: 21.400 ft (6523 m)[6]
- Vận tốc lên cao: 720 ft/phút (3,66 m/s)[6]

### Vũ khí
- 8 khẩu súng máy Browning 0.303 in (7,7 mm)[5]
- Tải trọng bom lớn nhất 14,000 lb (6,300 kg) hoặc 22,000 lb (10,000 kg) với 1 bom Grand Slam trong khoang quân giới đã sửa đổi.[5]

### Video về Avro Lancaster
- WWII propaganda film of "Grand Slam" in action Retrieved: ngày 3 tháng 1 năm 2012.
- Video of a flight in the Lancaster cockpit Oct 2010
- RAF Sinks Tirpitz, 1944/11/22
- Video from a Lancaster flying over dams to celebrate the 65th anniversary of the Dambusters raid.

Bản mẫu:RAF WWII Strategic Bombing